# Meranoplus spininodis
Meranoplus spininodis  (лат.) — вид мелких муравьёв рода Meranoplus из подсемейства Myrmicinae (Formicidae).

## Распространение
Афротропика (Ботсвана, Зимбабве).

## Описание
Длина рабочих муравьёв 2,8 — 3,6 мм, длина головы 0,66 — 0,76 мм (ширина 0,66 — 0,76 мм). Основная окраска тела коричневая. Дорзум петиоля с 2 зубцами. Мандибулы вооружены 4 зубцами. Постпетиоль в профиль широкий, узловидный. Усики 9-члениковые с булавой из 3 вершинных члеников. Максиллярные щупики 5-члениковые, нижнечелюстные щупики из 3 члеников. Грудь высокая, пронотум слит с мезонотумом, образуя единый склерит. Стебелёк между грудкой и брюшком состоит из двух члеников: петиолюса и постпетиолюса (последний четко отделен от брюшка), жало развито, куколки голые (без кокона).